# Capitalis rustica

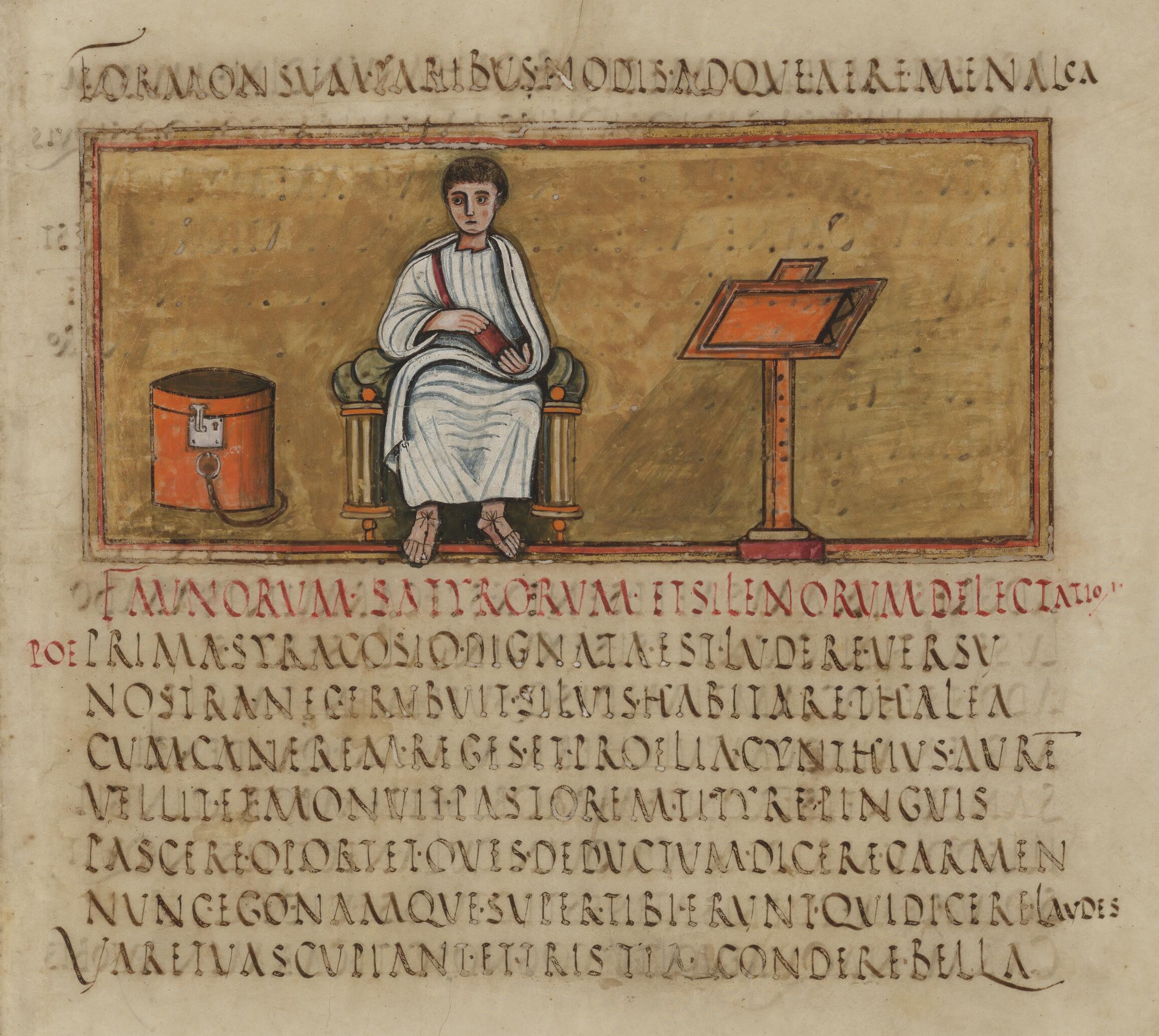
Capitalis Rustica im Vergilius Romanus, fol.
14^{r}

Die Capitalis rustica, eine Schriftart für Handschriften, ist eine Variante der antiken römischen Majuskelschrift Capitalis. Anders als die Capitalis quadrata mit ihren strengen geometrischen Vorgaben zeichnet sich die Rustica (von lat. rusticus „ländlich, bäuerlich“) durch ihre schmale, kurvig-bogige Formgebung aus, die eine zügigere Notation erlaubte.
Die Rustica kommt bereits im 1. Jahrhundert n. Chr. in pompejanischen Werbeinschriften an Hauswänden vor und bleibt bis ins 5. Jahrhundert n. Chr. in Gebrauch. Da sie in der Antike die vermutlich vorherrschende Buchschrift war, wird sie in der Paläografie bevorzugt als kanonisierte Capitalis bezeichnet.
In der Karolingerzeit wurde die Capitalis rustica noch für Prachthandschriften verwendet und blieb im weiteren Verlauf des Mittelalters als Auszeichnungsschrift z. B. für Überschriften in Gebrauch.